# Cneo Servilio Gémino
Cneo o Gneo Servilio Gémino  (m. 2 de agosto de 216 a. C.) fue un cónsul romano que participó en la segunda guerra púnica.

## Carrera política
Hijo de Publio Servilio Gémino, fue elegido cónsul a principios de 217 a. C. con Cayo Flaminio como colega.
Asumió su magistratura en los idus de marzo, y tuvo la Galia como su provincia.  Comenzó a dirigir las operaciones militares contra Aníbal el cartaginés alrededor de Ariminum (actual Rímini).
Tras la muerte de Cayo Flaminio en abril durante la batalla del Lago Trasimeno, Gémino dejó su ejército en manos del dictador Quinto Fabio Máximo y asumió el mando de la flota romana, supervisando la defensa costera y las batallas navales en Sicilia, Córcega y la costa norteafricana.
Gémino navegó con una flota de ciento veinte barcos en torno a las costas de Sardina y Corsica a la caza de los cartagineses, y tras haber recibido rehenes en todas partes, cruzó a África. En su viaje asoló la isla de Meninx, y solo se salvó Cercina debido a que recibió diez talentos de parte de sus habitantes.
Después de haber desembarcado en África, sus tropas se entregaron al saqueo de la zona, pero debido al descuido y a la mala información que tenían, fueron tomadas por sorpresa y puestas en fuga por los habitantes. Cerca de mil soldados fueron asesinados, el resto navegó a Sicilia y la flota fue confiada a Publio Cincio, quien recibió la orden de llevarla de regreso a Roma. Gémino mismo viajó a pie a través de Sicilia y, al ser llamado de nuevo por el dictador, Quinto Fabio Máximo, cruzó el estrecho y retornó a Italia.
En noviembre, Gémino retomó la dirección de las fuerzas terrestres, siendo elegido procónsul a principios de 216 a. C. Se enfrentó con las tropas de Aníbal en pequeñas escaramuzas desde marzo hasta mayo, antes de morir en la batalla de Cannas (2 de agosto de 216 a. C.), cuando comandaba el centro de la línea romana.